# パンテレイモン・ゴーロソフ
パンテレイモン・ゴーロソフ（Panteleimon Golosov、1882年 - 1945年）は、ロシアの建築家。イリア・ゴーロソフの兄。現代建築家協会会員。機能主義の代表的建築家である。
モスクワ絵画彫刻建築専門学校を卒業。1918年から亡くなるまで、国立自由芸術工房とヴフテマス・モスクワ建築大学で教鞭をとる。
代表作として、日刊紙プラウダ本社、鉱物資源研究所、モスクワ市内の大プロンナヤ通り集合住宅、などがある。